# Phrynarachne jobiensis
Phrynarachne jobiensis es una especie de araña cangrejo del género Phrynarachne, familia Thomisidae. Fue descrita científicamente por Tord Tamerlan Teodor Thorell en 1877.

## Distribución
Esta especie se encuentra en Nueva Guinea.

## Tratamiento taxonómico
La especie aparece registrada y publicada en Due ragni esotici descritti. Annali del Museo Civico di Storia Naturale di Genova 9: 301–310.